# Пичиниско
Пичинѝско (на италиански: Picinisco, на местен диалект Pëcënìschë, Пъчънискъ) е село и община в Централна Италия, провинция Фрозиноне, регион Лацио. Разположено е на 725 m надморска височина. Населението на общината е 1256 души (към 2010 г.).